# Bradford City Association Football Club
Il Bradford City Association Football Club (noto anche come The Bantams, e in precedenza The Paraders), meglio noto come Bradford City, è una società calcistica inglese con sede a Bradford, West Yorkshire. Milita in Football League One, terza serie del campionato inglese di calcio.
La squadra gioca le proprie partite casalinghe al Valley Parade.

## Storia
Fondato il 25 maggio 1903, nel 1908 fu promosso nella massima divisione inglese. Nel 1911 ottenne il più grande successo della sua storia: la vittoria dell'FA Cup.
Dopo la retrocessione del 1922, il club ha trascorso 77 anni nelle serie cadette.
Nella stagione 1981-82 la squadra ottenne la promozione in Third Division, ma nel 1983 la società venne rifondata. Una nuova promozione, questa volta in Second Division arrivò nella stagione 1984-85, ma l'11 maggio 1985 nello stadio cittadino si sviluppò un tragico rogo. Cinquantasei persone persero la vita, e più di 200 rimasero ferite. L'episodio è passato alla storia come Disastro di Bradford.
Dopo aver clamorosamente mancato la promozione in First Division nel 1987-88, nella stagione 1989-90 ci fu una nuova retrocessione in Third Division. Nel 1994 il nuovo presidente Geoffrey Richmond si impegnò a raggiungere la Premier League entro il 1999. La stagione 1995-96 segnò il ritorno in First Division dopo il piazzamento in sesta posizione e aver disputato i play-off. La squadra venne rinforzata, e finalmente nella stagione 1998–99 arrivò la promozione in Premier League.
La prima stagione nel nuovo campionato si concluse con un'insperata salvezza all'ultima giornata (il Bradford City sconfisse 1-0 il Liverpool). La stagione successiva la squadra partecipò alla Coppa Intertoto: dopo aver facilmente superato il secondo e il terzo turno fu sconfitta in semifinale dai russi dello Zenit San Pietroburgo. In quella stessa stagione avvenne la retrocessione, che portò il club sull'orlo del fallimento. Nel 2003-04 nuova retrocessione in Second Division, infine nel 2006-2007 retrocessione in Football League 2. Nella sua storia la squadra ha avuto più di 40 allenatori. L'attuale coach è Mark Hughes.
Nella stagione 2012-13 raggiunge la finale della League Cup sconfingendo prima l'Arsenal ai quarti di finale poi l'Aston Villa in semifinale, tuttavia viene sconfitto in finale dallo Swansea per 5-0. In questo modo è stata eguagliata l'impresa record del Rochdale del 1961-1962, in quanto club della quarta divisione inglese che raggiunge la finale di Coppa di Lega.
Nella stagione 2012-2013 la squadra raggiunge la promozione in Football League One sconfiggendo il Northampton Town Football Club per 3-0 nella finale dei playoff della League 2.
Nella stagione successiva, la 2013-2014 il Bradford raggiunge l'11° non prendendo così parte ai play-off per la promozione nella seconda divisione inglese. Questa stagione è stata caratterizzata da un gran numero di pareggi e molte delusioni. Il computo totale delle partite è stato di 14 vittorie, 17 pareggi e 15 sconfitte.
Il 24 gennaio 2015 sconfigge nel quarto turno di FA Cup il Chelsea per 2-4, dopo essere stato sotto di 2 gol. Tre settimane dopo, il 15 febbraio 2015, elimina un'altra squadra di Premier League, il Sunderland per 2-0.
Al termine della stagione 2018-2019, conclusa con il piazzamento all'ultimo posto in Football Legaue One, viene retrocesso in Football League Two; i Bantams tornano in terza divisione sei anni più tardi, al termine della stagione 2024-2025, in cui concludono il campionato al terzo posto in classifica dietro a Doncaster e Port Vale.

## Palmarès

### Competizioni nazionali
- Campionato inglese di seconda divisione: 1

1907-1908
- Third Division North: 1

1928-1929
- Third Division: 1

1984-1985
- Coppa d'Inghilterra: 1

1910-1911

## Statistiche e record

### Partecipazione ai campionati
| Livello | Categoria       | Partecipazioni | Debutto   | Ultima stagione | Totale |
| ------- | --------------- | -------------- | --------- | --------------- | ------ |
| 1º      | First Division  | 10             | 1908-1909 | 1921-1922       | 12     |
| 1º      | Premier League  | 2              | 1999-2000 | 2000-2001       | 12     |
| 2º      | Second Division | 23             | 1903-1904 | 1989-1990       | 29     |
| 2º      | First Division  | 6              | 1996-1997 | 2003-2004       | 29     |
| 3º      | Third Division  | 28             | 1927-1928 | 1991-1992       | 42     |
| 3º      | Second Division | 4              | 1992-1993 | 1995-1996       | 42     |
| 3º      | League One      | 10             | 2004-2005 | 2025-2026       | 42     |
| 4º      | Fourth Division | 17             | 1961-1962 | 1981-1982       | 29     |
| 4º      | League Two      | 12             | 2007-2008 | 2024-2025       | 29     |

### Statistiche nelle competizioni UEFA
Tabella aggiornata alla stagione 2022-2023.
| Competizione    | Trofeo | Debutto | Ultima stagione | Miglior risultato | Partecipazioni | G | V | N | P | RF | RS |
| --------------- | ------ | ------- | --------------- | ----------------- | -------------- | - | - | - | - | -- | -- |
| Coppa Intertoto |        | 2000    | 2000            | Semifinale        | 1              | 6 | 4 | 0 | 2 | 10 | 6  |

## Tifoseria

### Gemellaggi e rivalità
Le principali rivalità sono con il Leeds United (partita questa che viene talvolta soprannominata West Yorkshire Derby) e con l'Huddersfield Town. C'è anche rivalità con l'altra squadra di Bradford, il Bradford Park Avenue, ma ultimamente questa squadra milita in campionati locali.

## Organico

### Rosa 2023-2024
Rosa aggiornata al 17 marzo 2024